# Seznam ocenění a nominací filmu Tři billboardy kousek za Ebbingem
Toto je seznam ocenění a nominací filmu Tři billboardy kousek za Ebbingem.

## Ocenění a nominace
| Ocenění                                       | Datum ceremoniálu | Kategorie                                      | Nominovaný                                                         | Výsledek  |
| --------------------------------------------- | ----------------- | ---------------------------------------------- | ------------------------------------------------------------------ | --------- |
| AACTA International Awards                    | 6. ledna 2018     | Nejlepší herečka v hlavní roli                 | Frances McDormandová                                               | nominace  |
| AACTA International Awards                    | 6. ledna 2018     | Nejlepší film                                  | Tři billboardy kousek za Ebbingem                                  | vítězství |
| AACTA International Awards                    | 6. ledna 2018     | Nejlepší scénář                                | Martin McDonagh                                                    | vítězství |
| AACTA International Awards                    | 6. ledna 2018     | Nejlepší herec ve vedlejší roli                | Sam Rockwell                                                       | vítězství |
| AACTA International Awards                    | 6. ledna 2018     | Nejlepší herečka ve vedlejší roli              | Abbie Cornish                                                      | nominace  |
| Alliance of Women Film Journalists            | 9. ledna 2018     | Nejlepší film                                  | Tři billboardy kousek za Ebbingem                                  | nominace  |
| Alliance of Women Film Journalists            | 9. ledna 2018     | Nejlepší režie                                 | Martin McDonagh                                                    | nominace  |
| Alliance of Women Film Journalists            | 9. ledna 2018     | Nejlepší scénář                                | Martin McDonagh                                                    | nominace  |
| Alliance of Women Film Journalists            | 9. ledna 2018     | Nejlepší herečka v hlavní roli                 | Frances McDormandová                                               | vítězství |
| Alliance of Women Film Journalists            | 9. ledna 2018     | Nejlepší herec ve vedlejší roli                | Sam Rockwell                                                       | nominace  |
| Alliance of Women Film Journalists            | 9. ledna 2018     | Nejlepší obsazení – castingový režisér         | Sara Finn                                                          | nominace  |
| Alliance of Women Film Journalists            | 9. ledna 2018     | Nejodvážnější výkon                            | Frances McDormandová                                               | nominace  |
| Alliance of Women Film Journalists            | 9. ledna 2018     | Nestárnoucí herečka                            | Frances McDormandová                                               | nominace  |
| Americký filmový institut                     | 5. ledna 2018     | Nejlepších deset filmů roku 2017               | Tři billboardy kousek za Ebbingem                                  | vítězství |
| American Cinema Editors Awards                | 26. ledna 2018    | Nejlepší střih (film - komedie)                | Jon Gregory                                                        | nominace  |
| Art Directors Guild Awards                    | 27. ledna 2018    | Nejlepší výprava – moderní film                | Inbal Weinberg                                                     | nominace  |
| Austin Film Critics Association               | 8. ledna 2018     | Nejlepších deset filmů roku 2017               | Tři billboardy kousek za Ebbingem                                  | vítězství |
| Austin Film Critics Association               | 8. ledna 2018     | Nejlepší film                                  | Tři billboardy kousek za Ebbingem                                  | nominace  |
| Austin Film Critics Association               | 8. ledna 2018     | Nejlepší původní scénář                        | Martin McDonagh                                                    | nominace  |
| Austin Film Critics Association               | 8. ledna 2018     | Nejlepší herečka v hlavní roli                 | Frances McDormandová                                               | vítězství |
| Austin Film Critics Association               | 8. ledna 2018     | Nejlepší herec ve vedlejší roli                | Sam Rockwell                                                       | nominace  |
| Boston Society of Film Critics                | 10. prosince 2017 | Nejlepší herec ve vedlejší roli                | Sam Rockwell                                                       | 2. místo  |
| Boston Online Film Critics Association        | 9. prosince 2017  | Nejlepších deset filmů roku 2017               | Tři billboardy kousek za Ebbingem                                  | 8. místo  |
| Boston Online Film Critics Association        | 9. prosince 2017  | Nejlepší herečka v hlavní roli                 | Frances McDormandová                                               | vítězství |
| British Independent Film Awards               | 10. prosince 2017 | Nejlepší herečka v hlavní roli                 | Frances McDormandová                                               | nominace  |
| British Independent Film Awards               | 10. prosince 2017 | Nejlepší britský nezávislý film                | Tři billboardy kousek za Ebbingem                                  | nominace  |
| British Independent Film Awards               | 10. prosince 2017 | Nejlepší obsazení                              | Sarah Halley Finn                                                  | nominace  |
| British Independent Film Awards               | 10. prosince 2017 | Nejlepší kamera                                | Ben Davis                                                          | nominace  |
| British Independent Film Awards               | 10. prosince 2017 | Nejlepší režisér                               | Martin McDonagh                                                    | nominace  |
| British Independent Film Awards               | 10. prosince 2017 | Nejlepší střih                                 | Jon Gregory                                                        | vítězství |
| British Independent Film Awards               | 10. prosince 2017 | Nejlepší hudba                                 | Carter Burwell                                                     | vítězství |
| British Independent Film Awards               | 10. prosince 2017 | Nejlepší scénář                                | Martin McDonagh                                                    | nominace  |
| British Independent Film Awards               | 10. prosince 2017 | Nejlepší zvuk                                  | Joakim Sundström                                                   | nominace  |
| British Independent Film Awards               | 10. prosince 2017 | Nejlepší herec ve vedlejší roli                | Woody Harrelson                                                    | nominace  |
| British Independent Film Awards               | 10. prosince 2017 | Nejlepší herec ve vedlejší roli                | Sam Rockwell                                                       | nominace  |
| Central Ohio Film Critics Association         | 4. ledna 2018     | Nejlepší film                                  | Tři billboardy kousek za Ebbingem                                  | 6. místo  |
| Central Ohio Film Critics Association         | 4. ledna 2018     | Nejlepší režisér                               | Martin McDonagh                                                    | nominace  |
| Central Ohio Film Critics Association         | 4. ledna 2018     | Nejlepší původní scénář                        | Martin McDonagh                                                    | nominace  |
| Central Ohio Film Critics Association         | 4. ledna 2018     | Nejlepší herečka v hlavní roli                 | Frances McDormandová                                               | nominace  |
| Central Ohio Film Critics Association         | 4. ledna 2018     | Nejlepší herec ve vedlejší roli                | Sam Rockwell                                                       | nominace  |
| Central Ohio Film Critics Association         | 4. ledna 2018     | Nejlepší filmová hudba                         | Carter Burwell                                                     | nominace  |
| Central Ohio Film Critics Association         | 4. ledna 2018     | Nejlepší obsazení                              | Tři billboardy kousek za Ebbingem                                  | nominace  |
| Central Ohio Film Critics Association         | 4. ledna 2018     | Herec roku (pro příkladnou práci)              | Woody Harrelson                                                    | 2. místo  |
| Critics' Choice Movie Awards                  | 11. ledna 2018    | Nejlepší obsazení                              | Tři billboardy kousek za Ebbingem                                  | vítězství |
| Critics' Choice Movie Awards                  | 11. ledna 2018    | Nejlepší herečka v hlavní roli                 | Frances McDormandová                                               | vítězství |
| Critics' Choice Movie Awards                  | 11. ledna 2018    | Nejlepší režisér                               | Martin McDonagh                                                    | nominace  |
| Critics' Choice Movie Awards                  | 11. ledna 2018    | Nejlepší původní scénář                        | Martin McDonagh                                                    | nominace  |
| Critics' Choice Movie Awards                  | 11. ledna 2018    | Nejlepší film                                  | Tři billboardy kousek za Ebbingem                                  | nominace  |
| Critics' Choice Movie Awards                  | 11. ledna 2018    | Nejlepší herec ve vedlejší roli                | Sam Rockwell                                                       | vítězství |
| Dallas–Fort Worth Film Critics Association    | 13. prosince 2017 | Nejlepší herečka v hlavní roli                 | Frances McDormandová                                               | 2. místo  |
| Dallas–Fort Worth Film Critics Association    | 13. prosince 2017 | Nejlepší film                                  | Tři billboardy kousek za Ebbingem                                  | 7. místo  |
| Dallas–Fort Worth Film Critics Association    | 13. prosince 2017 | Nejlepší herec ve vedlejší roli                | Sam Rockwell                                                       | vítězství |
| Dallas–Fort Worth Film Critics Association    | 13. prosince 2017 | Nejlepší herec ve vedlejší roli                | Woody Harrelson                                                    | 5. místo  |
| Denver Film Critics Society                   | 15. ledna 2018    | Nejlepší původní scénář                        | Martin McDonagh                                                    | nominace  |
| Denver Film Critics Society                   | 15. ledna 2018    | Nejlepší herečka v hlavní roli                 | Frances McDormandová                                               | nominace  |
| Denver Film Critics Society                   | 15. ledna 2018    | Nejlepší herec ve vedlejší roli                | Sam Rockwell                                                       | nominace  |
| Denver Film Critics Society                   | 15. ledna 2018    | Nejlepší herec ve vedlejší roli                | Woody Harrelson                                                    | nominace  |
| Detroit Film Critics Society                  | 7. prosince 2017  | Nejlepší herečka v hlavní roli                 | Frances McDormandová                                               | vítězství |
| Detroit Film Critics Society                  | 7. prosince 2017  | Nejlepší obsazení                              | Tři billboardy kousek za Ebbingem                                  | nominace  |
| Detroit Film Critics Society                  | 7. prosince 2017  | Nejlepší film                                  | Tři billboardy kousek za Ebbingem                                  | nominace  |
| Detroit Film Critics Society                  | 7. prosince 2017  | Nejlepší scénář                                | Martin McDonagh                                                    | vítězství |
| Detroit Film Critics Society                  | 7. prosince 2017  | Objev roku                                     | Caleb Landry Jones                                                 | nominace  |
| Detroit Film Critics Society                  | 7. prosince 2017  | Nejlepší herec ve vedlejší roli                | Sam Rockwell                                                       | nominace  |
| Filmové ceny Britské akademie                 | 18. února 2018    | Nejlepší film                                  | Tři billboardy kousek za Ebbingem                                  | vítězství |
| Filmové ceny Britské akademie                 | 18. února 2018    | Nejlepší režie                                 | Martin McDonagh                                                    | nominace  |
| Filmové ceny Britské akademie                 | 18. února 2018    | Nejlepší herečka v hlavní roli                 | Frances McDormandová                                               | vítězství |
| Filmové ceny Britské akademie                 | 18. února 2018    | Nejlepší herec ve vedlejší roli                | Sam Rockwell                                                       | vítězství |
| Filmové ceny Britské akademie                 | 18. února 2018    | Nejlepší herec ve vedlejší roli                | Woody Harrelson                                                    | nominace  |
| Filmové ceny Britské akademie                 | 18. února 2018    | Nejlepší původní scénář                        | Martin McDonagh                                                    | vítězství |
| Filmové ceny Britské akademie                 | 18. února 2018    | Nejlepší kamera                                | Ben Davis                                                          | nominace  |
| Filmové ceny Britské akademie                 | 18. února 2018    | Nejlepší britský film                          | Tři billboardy kousek za Ebbingem                                  | vítězství |
| Filmové ceny Britské akademie                 | 18. února 2018    | Nejlepší střih                                 | Jon Gregory                                                        | nominace  |
| Hollywood Film Awards                         | 5. listopadu 2017 | Nejlepší herec ve vedlejší roli                | Sam Rockwell                                                       | vítězství |
| Florida Film Critics Circle                   | 23. prosince 2017 | Nejlepší herečka v hlavní roli                 | Frances McDormandová                                               | 2. místo  |
| Florida Film Critics Circle                   | 23. prosince 2017 | Nejlepší obsazení                              | Tři billboardy kousek za Ebbingem                                  | vítězství |
| Florida Film Critics Circle                   | 23. prosince 2017 | Nejlepší režie                                 | Martin McDonagh                                                    | nominace  |
| Florida Film Critics Circle                   | 23. prosince 2017 | Nejlepší film                                  | Tři billboardy kousek za Ebbingem                                  | nominace  |
| Florida Film Critics Circle                   | 23. prosince 2017 | Nejlepší scénář                                | Martin McDonagh                                                    | 2. místo  |
| Florida Film Critics Circle                   | 23. prosince 2017 | Nejlepší hudba                                 | Carter Burwell                                                     | nominace  |
| Florida Film Critics Circle                   | 23. prosince 2017 | Nejlepší herec ve vedlejší roli                | Sam Rockwell                                                       | vítězství |
| Houston Film Critics Society                  | 6. ledna 2018     | Nejlepší herečka v hlavní roli                 | Frances McDormandová                                               | nominace  |
| Houston Film Critics Society                  | 6. ledna 2018     | Nejlepší film                                  | Tři billboardy kousek za Ebbingem                                  | nominace  |
| Houston Film Critics Society                  | 6. ledna 2018     | Nejlepší scénář                                | Martin McDonagh                                                    | nominace  |
| Houston Film Critics Society                  | 6. ledna 2018     | Nejlepší herec ve vedlejší roli                | Sam Rockwell                                                       | vítězství |
| Chicago Film Critics Association              | 12. prosince 2017 | Nejlepší herečka v hlavní roli                 | Frances McDormandová                                               | nominace  |
| Chicago Film Critics Association              | 12. prosince 2017 | Nejlepší film                                  | Tři billboardy kousek za Ebbingem                                  | nominace  |
| Chicago Film Critics Association              | 12. prosince 2017 | Nejlepší původní scénář                        | Martin McDonagh                                                    | nominace  |
| Chicago Film Critics Association              | 12. prosince 2017 | Nejlepší herec ve vedlejší roli                | Sam Rockwell                                                       | nominace  |
| IGN Awards                                    | 19. prosince 2017 | Nejlepší režisér                               | Martin McDonagh                                                    | nominace  |
| IGN Awards                                    | 19. prosince 2017 | Nejlepší dramatický snímek                     | Tři billboardy kousek za Ebbingem                                  | vítězství |
| IGN Awards                                    | 19. prosince 2017 | Nejlepší herečka v hlavní roli                 | Frances McDormandová                                               | vítězství |
| Independent Spirit Awards                     | 3. března 2018    | Nejlepší herečka v hlavní roli                 | Frances McDormandová                                               | vítězství |
| Independent Spirit Awards                     | 3. března 2018    | Nejlepší scénář                                | Martin McDonagh                                                    | nominace  |
| Independent Spirit Awards                     | 3. března 2018    | Nejlepší herec ve vedlejší roli                | Sam Rockwell                                                       | vítězství |
| Indiana Film Journalists Association          | 18. prosince 2017 | Nejlepší film                                  | Tři billboardy kousek za Ebbingem                                  | nominace  |
| IndieWire Critic's Poll                       | 19. prosince 2017 | Nejlepší film                                  | Tři billboardy kousek za Ebbingem                                  | 10. místo |
| IndieWire Critic's Poll                       | 19. prosince 2017 | Nejlepší herečka v hlavní roli                 | Frances McDormandová                                               | 2. místo  |
| IndieWire Critic's Poll                       | 19. prosince 2017 | Nejlepší herec ve vedlejší roli                | Sam Rockwell                                                       | 2. místo  |
| IndieWire Critic's Poll                       | 19. prosince 2017 | Nejlepší scénář                                | Martin McDonagh                                                    | 4. místo  |
| Iowa Film Critics Association                 | 9. ledna 2018     | Nejlepší herečka v hlavní roli                 | Frances McDormandová                                               | nominace  |
| Iowa Film Critics Association                 | 9. ledna 2018     | Nejlepší herec ve vedlejší roli                | Sam Rockwell                                                       | nominace  |
| Iowa Film Critics Association                 | 9. ledna 2018     | Nejlepší hudba                                 | Tři billboardy kousek za Ebbingem                                  | vítězství |
| Las Vegas Film Critics Society                | 18. prosince 2017 | Nejlepší film                                  | Tři billboardy kousek za Ebbingem                                  | vítězství |
| Las Vegas Film Critics Society                | 18. prosince 2017 | Nejlepší původní scénář                        | Martin McDonagh                                                    | vítězství |
| Las Vegas Film Critics Society                | 18. prosince 2017 | Nejlepší herečka v hlavní roli                 | Frances McDormandová                                               | vítězství |
| Las Vegas Film Critics Society                | 18. prosince 2017 | Nejlepší herec ve vedlejší roli                | Sam Rockwell                                                       | vítězství |
| Las Vegas Film Critics Society                | 18. prosince 2017 | Nejlepší obsazení                              | Tři billboardy kousek za Ebbingem                                  | vítězství |
| London Critics' Circle Film                   | 28. ledna 2018    | Nejlepší film                                  | Tři billboardy kousek za Ebbingem                                  | vítězství |
| London Critics' Circle Film                   | 28. ledna 2018    | Nejlepší britský/irský film                    | Tři billboardy kousek za Ebbingem                                  | nominace  |
| London Critics' Circle Film                   | 28. ledna 2018    | Nejlepší režie                                 | Martin McDonagh                                                    | nominace  |
| London Critics' Circle Film                   | 28. ledna 2018    | Nejlepší scénář                                | Martin McDonagh                                                    | vítězství |
| London Critics' Circle Film                   | 28. ledna 2018    | Nejlepší herečka v hlavní roli                 | Frances McDormandová                                               | vítězství |
| London Critics' Circle Film                   | 28. ledna 2018    | Nejlepší herec ve vedlejší roli                | Sam Rockwell                                                       | nominace  |
| London Critics' Circle Film                   | 28. ledna 2018    | Nejlepší herec ve vedlejší roli                | Woody Harrelson                                                    | nominace  |
| Los Angeles Film Critics Association          | 3. prosince 2017  | Nejlepší herečka v hlavní roli                 | Frances McDormandová                                               | 2. místo  |
| Los Angeles Film Critics Association          | 3. prosince 2017  | Nejlepší scénář                                | Martin McDonagh                                                    | 2. místo  |
| Los Angeles Film Critics Association          | 3. prosince 2017  | Nejlepší herec ve vedlejší roli                | Sam Rockwell                                                       | 2. místo  |
| Mezinárodní filmová festival v Palm Springs   | 2. ledna 2018     | Spotlight Award                                | Sam Rockwell                                                       | vítězství |
| North Carolina Film Critics Association       | 2. ledna 2018     | Nejlepší film                                  | Tři billboardy kousek za Ebbingem                                  | nominace  |
| North Carolina Film Critics Association       | 2. ledna 2018     | Nejlepší režie                                 | Martin McDonagh                                                    | nominace  |
| North Carolina Film Critics Association       | 2. ledna 2018     | Nejlepší scénář                                | Martin McDonagh                                                    | nominace  |
| North Carolina Film Critics Association       | 2. ledna 2018     | Nejlepší herečka v hlavní roli                 | Frances McDormandová                                               | nominace  |
| North Carolina Film Critics Association       | 2. ledna 2018     | Nejlepší herec ve vedlejší roli                | Sam Rockwell                                                       | nominace  |
| North Carolina Film Critics Association       | 2. ledna 2018     | Nejlepší herec ve vedlejší roli                | Woody Harrelson                                                    | nominace  |
| North Texas Film Critics Association          | 12. ledna 2018    | Nejlepší film                                  | Tři billboardy kousek za Ebbingem                                  | nominace  |
| North Texas Film Critics Association          | 12. ledna 2018    | Nejlepší herečka v hlavní roli                 | Frances McDormandová                                               | vítězství |
| North Texas Film Critics Association          | 12. ledna 2018    | Nejlepší herec ve vedlejší roli                | Sam Rockwell                                                       | vítězství |
| Online Film Critics Society                   | 28. prosince 2017 | Nejlepší herečka v hlavní roli                 | Frances McDormandová                                               | 2. místo  |
| Online Film Critics Society                   | 28. prosince 2017 | Nejlepší obsazení                              | Tři billboardy kousek za Ebbingem                                  | vítězství |
| Online Film Critics Society                   | 28. prosince 2017 | Nejlepší scénář                                | Martin McDonagh                                                    | 2. místo  |
| Online Film Critics Society                   | 28. prosince 2017 | Nejlepší film                                  | Tři billboardy kousek za Ebbingem                                  | nominace  |
| Online Film Critics Society                   | 28. prosince 2017 | Nejlepší herec ve vedlejší roli                | Sam Rockwell                                                       | vítězství |
| Oscar                                         | 4. března 2018    | Nejlepší film                                  | Tři billboardy kousek za Ebbingem                                  | nominace  |
| Oscar                                         | 4. března 2018    | Nejlepší herečka v hlavní roli                 | Frances McDormandová                                               | vítězství |
| Oscar                                         | 4. března 2018    | Nejlepší herec ve vedlejší roli                | Sam Rockwell                                                       | vítězství |
| Oscar                                         | 4. března 2018    | Nejlepší herec ve vedlejší roli                | Woody Harrelson                                                    | nominace  |
| Oscar                                         | 4. března 2018    | Nejlepší střih                                 | John Gregory                                                       | nominace  |
| Oscar                                         | 4. března 2018    | Nejlepší skladatel                             | Carter Burwell                                                     | nominace  |
| Oscar                                         | 4. března 2018    | Nejlepší původní scénář                        | Martin McDonagh                                                    | nominace  |
| Phoenix Critics Circle                        | 16. prosince 2017 | Nejlepší film                                  | Tři billboardy kousek za Ebbingem                                  | vítězství |
| Phoenix Critics Circle                        | 16. prosince 2017 | Nejlepší scénář                                | Martin McDonagh                                                    | vítězství |
| Phoenix Critics Circle                        | 16. prosince 2017 | Nejlepší herečka v hlavní roli                 | Frances McDormandová                                               | vítězství |
| Phoenix Critics Circle                        | 16. prosince 2017 | Nejlepší herec ve vedlejší roli                | Sam Rockwell                                                       | vítězství |
| Producers Guild of America Awards             | 20. ledna 2018    | Nejlepší producenti – film                     | Tři billboardy kousek za Ebbingem                                  | nominace  |
| San Diego Film Critics Society                | 11. prosince 2017 | Nejlepší herečka v hlavní roli                 | Frances McDormandová                                               | nominace  |
| San Diego Film Critics Society                | 11. prosince 2017 | Nejlepší režisér                               | Martin McDonagh                                                    | nominace  |
| San Diego Film Critics Society                | 11. prosince 2017 | Nejlepší obsazení                              | Tři billboardy kousek za Ebbingem                                  | nominace  |
| San Diego Film Critics Society                | 11. prosince 2017 | Nejlepší střih                                 | Jon Gregory                                                        | nominace  |
| San Diego Film Critics Society                | 11. prosince 2017 | Nejlepší film                                  | Tři billboardy kousek za Ebbingem                                  | nominace  |
| San Diego Film Critics Society                | 11. prosince 2017 | Nejlepší původní scénář                        | Martin McDonagh                                                    | nominace  |
| San Diego Film Critics Society                | 11. prosince 2017 | Nejlepší herec ve vedlejší roli                | Sam Rockwell                                                       | vítězství |
| San Diego Film Critics Society                | 11. prosince 2017 | Nejlepší herec ve vedlejší roli                | Woody Harrelson                                                    | nominace  |
| San Francisco Film Critics Circle             | 10. prosince 2017 | Nejlepší herečka v hlavní roli                 | Frances McDormandová                                               | nominace  |
| San Francisco Film Critics Circle             | 10. prosince 2017 | Nejlepší film                                  | Tři billboardy kousek za Ebbingem                                  | nominace  |
| San Francisco Film Critics Circle             | 10. prosince 2017 | Nejlepší mužský herecký výkon ve vedlejší roli | Sam Rockwell                                                       | vítězství |
| San Francisco Film Critics Circle             | 10. prosince 2017 | Nejlepší původní scénář                        | Martin McDonagh                                                    | nominace  |
| Satellite Awards                              | 10. února 2018    | Nejlepší herečka v hlavní roli                 | Frances McDormandová                                               | nominace  |
| Satellite Awards                              | 10. února 2018    | Nejlepší kamera                                | Ben Davis                                                          | nominace  |
| Satellite Awards                              | 10. února 2018    | Nejlepší film                                  | Tři billboardy kousek za Ebbingem (remíza s filmem Na konci světa) | vítězství |
| Satellite Awards                              | 10. února 2018    | Nejlepší střih                                 | Jon Gregory                                                        | nominace  |
| Satellite Awards                              | 10. února 2018    | Nejlepší původní scénář                        | Martin McDonagh                                                    | vítězství |
| Satellite Awards                              | 10. února 2018    | Nejlepší herec ve vedlejší roli                | Sam Rockwell                                                       | vítězství |
| Screen Actors Guild Awards                    | 21. ledna 2018    | Nejlepší herečka v hlavní roli                 | Frances McDormandová                                               | vítězství |
| Screen Actors Guild Awards                    | 21. ledna 2018    | Nejlepší herec ve vedlejší roli                | Sam Rockwell                                                       | vítězství |
| Screen Actors Guild Awards                    | 21. ledna 2018    | Nejlepší herec ve vedlejší roli                | Woody Harrelson                                                    | nominace  |
| Screen Actors Guild Awards                    | 21. ledna 2018    | Nejlepší obsazení                              | Tři billboardy kousek za Ebbingem                                  | vítězství |
| Seattle Film Critics Society                  | 18. prosince 2017 | Nejlepší herečka v hlavní roli                 | Frances McDormandová                                               | nominace  |
| Seattle Film Critics Society                  | 18. prosince 2017 | Nejlepší obsazení                              | Tři billboardy kousek za Ebbingem                                  | nominace  |
| Seattle Film Critics Society                  | 18. prosince 2017 | Nejlepší film                                  | Tři billboardy kousek za Ebbingem                                  | nominace  |
| Seattle Film Critics Society                  | 18. prosince 2017 | Nejlepší scénář                                | Martin McDonagh                                                    | nominace  |
| Seattle Film Critics Society                  | 18. prosince 2017 | Nejlepší herec ve vedlejší roli                | Sam Rockwell                                                       | nominace  |
| Southeastern Film Critics Association         | 18. prosince 2017 | Nejlepší film                                  | Tři billboardy kousek za Ebbingem                                  | 5. místo  |
| Southeastern Film Critics Association         | 18. prosince 2017 | Nejlepší herečka v hlavní roli                 | Frances McDormandová                                               | 2. místo  |
| Southeastern Film Critics Association         | 18. prosince 2017 | Nejlepší herec ve vedlejší roli                | Sam Rockwell                                                       | vítězství |
| Southeastern Film Critics Association         | 18. prosince 2017 | Nejlepší obsazení                              | Tři billboardy kousek za Ebbingem                                  | vítězství |
| St. Louis Film Critics Association            | 17. prosince 2017 | Nejlepší herečka v hlavní roli                 | Frances McDormandová                                               | vítězství |
| St. Louis Film Critics Association            | 17. prosince 2017 | Nejlepší původní scénář                        | Martin McDonagh                                                    | nominace  |
| St. Louis Film Critics Association            | 17. prosince 2017 | Nejlepší film                                  | Tři billboardy kousek za Ebbingem                                  | nominace  |
| St. Louis Film Critics Association            | 17. prosince 2017 | Nejlepší soundtrack                            | Tři billboardy kousek za Ebbingem                                  | 2. místo  |
| St. Louis Film Critics Association            | 17. prosince 2017 | Nejlepší herec ve vedlejší roli                | Sam Rockwell                                                       | 2. místo  |
| St. Louis Film Critics Association            | 17. prosince 2017 | Nejlepší herec ve vedlejší roli                | Woody Harrelson                                                    | nominace  |
| Toronto Film Critics Association              | 10. prosince 2017 | Nejlepší herečka v hlavní roli                 | Frances McDormandová                                               | vítězství |
| Toronto Film Critics Association              | 10. prosince 2017 | Nejlepší herec ve vedlejší roli                | Sam Rockwell                                                       | 2. místo  |
| Toronto Film Critics Association              | 10. prosince 2017 | Nejlepší scénář                                | Martin McDonagh                                                    | 2. místo  |
| Toronto Film Critics Association              | 10. prosince 2017 | Nejlepší film                                  | Tři billboardy kousek za Ebbingem                                  | 2. místo  |
| Utah Film Critics Association                 | 17. prosince 2017 | Nejlepší původní scénář                        | Martin McDonagh                                                    | 2. místo  |
| Utah Film Critics Association                 | 17. prosince 2017 | Nejlepší herečka v hlavní roli                 | Frances McDormandová                                               | 2. místo  |
| Utah Film Critics Association                 | 17. prosince 2017 | Nejlepší herec ve vedlejší roli                | Sam Rockwell                                                       | 2. místo  |
| Vancouver Film Critics Circle                 | 18. prosince 2017 | Nejlepší herečka v hlavní roli                 | Frances McDormandová                                               | nominace  |
| Vancouver Film Critics Circle                 | 18. prosince 2017 | Nejlepší scénář                                | Martin McDonagh                                                    | nominace  |
| Vancouver Film Critics Circle                 | 18. prosince 2017 | Nejlepší herec ve vedlejší roli                | Sam Rockwell                                                       | nominace  |
| Washington D.C. Area Film Critics Association | 8. prosince 2017  | Nejlepší obsazení                              | Tři billboardy kousek za Ebbingem                                  | vítězství |
| Washington D.C. Area Film Critics Association | 8. prosince 2017  | Nejlepší herečka v hlavní roli                 | Frances McDormandová                                               | vítězství |
| Washington D.C. Area Film Critics Association | 8. prosince 2017  | Nejlepší film                                  | Tři billboardy kousek za Ebbingem                                  | nominace  |
| Washington D.C. Area Film Critics Association | 8. prosince 2017  | Nejlepší původní hudba                         | Carter Burwell                                                     | nominace  |
| Washington D.C. Area Film Critics Association | 8. prosince 2017  | Nejlepší původní scénář                        | Martin McDonagh                                                    | nominace  |
| Washington D.C. Area Film Critics Association | 8. prosince 2017  | Nejlepší herec ve vedlejší roli                | Sam Rockwell                                                       | vítězství |
| Women Film Critics Circle                     | 17. prosince 2017 | Nejlepší herečka v hlavní roli                 | Frances McDormandová                                               | vítězství |
| Women Film Critics Circle                     | 17. prosince 2017 | Odvaha v herectví                              | Frances McDormandová                                               | vítězství |
| Zlatý glóbus                                  | 7. ledna 2018     | Nejlepší film (drama)                          | Tři billboardy kousek za Ebbingem                                  | vítězství |
| Zlatý glóbus                                  | 7. ledna 2018     | Nejlepší režisér                               | Martin McDonagh                                                    | nominace  |
| Zlatý glóbus                                  | 7. ledna 2018     | Nejlepší herečka v hlavní roli (drama)         | Frances McDormandová                                               | vítězství |
| Zlatý glóbus                                  | 7. ledna 2018     | Nejlepší herec ve vedlejší roli                | Sam Rockwell                                                       | vítězství |
| Zlatý glóbus                                  | 7. ledna 2018     | Nejlepší scénář                                | Martin McDonagh                                                    | vítězství |
| Zlatý glóbus                                  | 7. ledna 2018     | Nejlepší původní hudba                         | Carter Burwell                                                     | nominace  |